# 陈国权 (管理学家)
陈国权，中國管理学家，清华大学领导力与组织管理系教授，系副主任。主要从事时空论、领导与管理的时空理论等方面的研究工作。入选中华人民共和国教育部2011年度“长江学者”特聘教授。